# 凯蒂·史密斯
凯蒂·史密斯（英語：Katie Smith，1974年6月4日—），美国前职业篮球运动员，曾效力于WNBA。2016年，她被选为WNBA20年20大巨星。她于2017年10月至2019年10月担任纽约自由人队的主教练。2018年3月31日，她入选了奈史密斯篮球名人堂。

## 外部連結
- 凯蒂·史密斯在国际奥林匹克委员会的资料
- 凯蒂·史密斯的X（前Twitter）
- WNBA Player Profile
- Olympic Player Profile
- Katie Smith's U.S. Olympic Team bioArchive.today的存檔，存档日期2004-08-21